# Livada (okręg Kluż)
Livada – wieś w Rumunii, w okręgu Kluż, w gminie Iclod. W 2011 roku liczyła 990 mieszkańców.